# Cyclocross-Weltmeisterschaften 1964
Die Cyclocross-Weltmeisterschaften 1964 wurden am 16. Februar in Overboelare bei Geraardsbergen in Belgien ausgetragen. Es gab ein Rennen in der offenen Kategorie, also für Profis und Amateure gleichermaßen. Am Start waren 42 Radrennfahrer. Das Rennen fand rechtsseits der Dender statt, mit Start auf dem Gelände des heutigen Flugfelds und einem Abstecher in den Boelarebos.

## Ergebnisse
| Platz | Land       | Sportler        |
| ----- | ---------- | --------------- |
| 1     | Italien    | Renato Longo    |
| 2     | Belgien    | Roger De Clercq |
| 3     | Frankreich | Joseph Mahé     |